# Tutaibo pullus
Tutaibo pullus là một loài nhện trong họ Linyphiidae. Loài này được phát hiện ở Colombia.